# Sepp Piontek
Josef Emanuel Hubertus Piontek, bedst kendt som Sepp Piontek (født 5. marts 1940 i Breslau i det daværende tyske Schlesien (i dag Wrocław i Polen)) er tidligere tysk fodboldspiller og fodboldtræner, bl.a. for det danske herrelandshold. 
Sepp spillede i perioden 1963 til 1972 203 Bundesliga-kampe for SV Werder Bremen og 6 kampe på det vesttyske landshold. Siden blev han træner for først SV Werder Bremen og senere for Fortuna Düsseldorf og FC St. Pauli.
I 1979 blev han træner for det danske landshold efter at have været landstræner for Haiti. Han besad stillingen igennem 115 landskampe indtil 1990. Denne periode er blevet kendt som et vendepunkt i dansk fodbold, og Sepp Piontek er tilskrevet en stor del af æren for den genrejsning af dansk fodbold, der kulminerede med sejren ved EM i 1992. I 1983 blev han kåret til Årets Træner i Danmark.
Senere blev han landstræner for Tyrkiet hvorefter han i perioden 1. juli 1995 – 30. maj 1996 først var træner for AaB og senere i en periode har trænet Silkeborg IF. Sepp Piontek har endvidere været landstræner for det grønlandske fodboldlandshold og holder i dag foredrag om lederskab med baggrund i sine erfaringer fra fodboldverdenen.
Sepp Piontek har som en ud af kun fem  trænere formået at kvalificere det danske herrelandshold til en VM-slutrunde. I 2010 medvirkede han i samtalebogen 'VM-Bosserne', der (blandt andet) handler om VM-deltagelse, sammen med to andre, der har opnået kvalifikation: Morten Olsen og Bo Johansson. Bogen udkom på Forlaget Turbulenz.
Sepp Piontek bor i Blommenslyst ved Odense sammen med sin kone, Gitte Piontek.